# All That: The Album
All That: The Album is het soundtrackalbum van de Nickelodeonserie All That. De release was op 26 november 1996 en het album is geproduceerd door Tracy Sullivan.

## Nummers
1. 5 Minutes (Dialoog) 0:14
2. TLC - Intronummer 1:04
3. Good Burger/Good Weenie (Dialoog) 0:26
4. Immature ft. Smooth & Ed - Watch Me Do My Thing 3:50
5. Superdude (Dialoog) 0:24
6. Brandy - Baby 5:12
7. Ed & Coolio (Dialoog) 0:32
8. Coolio - Fantastic Voyage 4:01
9. Vital Information I (Dialoog) 0:09
10. Mokenstef - He's Mine 4:13
11. Miss Fingerly V. Bacteria (Dialoog) 0:18
12. Soul For Real - Candy Rain 4:28
13. Coach Kreeton (Dialoog) 0:08
14. Aaliyah - Age Ain't Nothing But A Number 4:11
15. Loud Librarian (Dialoog) 0:33
16. Naughty By Nature - Clap Yo' Hands 3:58
17. Earboy & Pizza Face (Dialoog) 0:32
18. Faith Evans - You Used to Love Me 4:28
19. Vital Information II (Dialoog) 0:06
20. Immature - We Got It 2:51
21. TLC - Outro 1:13